# Usine sidérurgique de Muroran
Nippon Steel Muroran Works
L'usine sidérurgique de Muroran, actuellement Nippon Steel Muroran Works, est un complexe sidérurgique à Muroran, au sud de l'île d'Hokkaidō, au Japon. Fondée en 1909, elle devient à la fin des années 1950 la deuxième plus grande usine métallurgique du Japon.
En 2019, l'usine est une petite usine intégrée spécialisée dans la fabrication de couronnes et de barres, produisant 1,43 Mt/an d'acier et employant 1 014 salariés.

## Historique

### Genèse (1907 - 1937)
La construction de l'usine, lancée par la Hokkaido Charcoal Steamship Co., Ltd. (en japonais 北海道炭礦汽船㈱は), commence en avril 1907. La production est dirigée par Suzou Eto, de l’usine de Yahata (en). En juin 1909, la construction de l'usine est officiellement achevée et l'entreprise Wanishi Iron Works of Hokkaido Coal Mine & Ship Co. (en japonais 輪西製鐵場) est fondée.
L'objectif est d'exploiter les sables ferrugineux locaux, dans le contexte porteur de la victoire du pays lors de la guerre russo-japonaise. Le premier haut fourneau, de capacité 50 t/jour, est chargé de sable le 18 juillet 1909, la première coulée de 8 tonnes de fonte se faisant 3 jours après. Mais « la fusion de ce sable s'avère extrêmement difficile, et le procédé est suspendu peu de temps après les premières fusions ». Des recherches métallurgiques poussées établissent que le sable local est difficilement fusible à cause de sa teneur en dioxyde de titane, un composé notoirement réfractaire.
En février 1917, l'entreprise devient la Hokkaido Steel Co., Ltd.. En avril 1931, elle devient la Wanishi Steel Works Ltd. et, en février 1934, la Nippon Steel Corporation.

### L'usine intégrée de Nakamachi (1937 - 1957)
En avril 1937, Nippon Steel Co. commence la construction de l’usine intégrée de Nakamachi, sur un polder de 2,31 million de m2. Le haut fourneau 1 de Nakamachi est mis à feu en décembre 1937, les HF2 et HF3 sont achevés en août 1941. En novembre 1941, le premier four Martin-Siemens est mis à feu. Les laminoirs sont opérationnels en septembre 1942.
Le 15 juillet 1945, l'usine est fortement endommagée par le bombardement naval de Muroran (ja) durant les bombardements navals alliés sur le Japon et le raid aérien d'Hokkaido (ja). 311 coups au but des navires stoppent la production.
En avril 1950, l'entreprise devient la Fuji Steel Wanishi Steel Works. En avril 1951, elle devient les Fuji Steel  Muroran Works. La production progresse : 8 400 t/j en 1950, 15 200 t/j en 1955.
En septembre 1957, le premier train continu de laminage à chaud de bandes est mis en service. Celui-ci, doté de 6 cages dont 4 pour le train finisseur, a coûté la somme — considérable — de 8,5 Md¥, mais est le premier de fabrication japonaise.

### Modernisations (1957 - 1990)
En août 1960, la troisième étape de l'agrandissement de l’usine démarre : en juillet 1961, la deuxième aciérie de conversion est mise en service avec 2 convertisseurs de 70 tonnes, les plus gros du Japon. En 1962, le complexe exploite 4 hauts fourneaux (un de 700 t/j, deux de 1 000 t/j et un de 900 t/j), alimentés par une cokerie (1 114 000 t/an) et une usine d'agglomération (1 862 000 t/an). La fonte est affinée par 6 fours Martin-Siemens acides (pour une capacité 720 000 t/an)  et les deux convertisseurs LD d'une capacité de 840 000 t/an. Les outils de laminages sont un slabbing et un blooming (de respectivement 1 440 000 et 840 000 Mt/an), qui alimentent un train à petits et moyens fers (150 000 t/an), le train à couronnes et à barres (240 000 t/an) et le train continu à bandes (1 200 000 t/an). 
En juillet 1965, c'est la coulée continue, la première du Japon, qui démarre. En octobre, c'est l'usine de laminage à froid qui démarre. En septembre 1967, l'usine abandonne le procédé Martin-Siemens. En septembre 1969, la deuxième ligne de laminage de barres et couronnes est mise en service.
En avril 1970, la fusion de Yahata Steel (en) avec Fuji Steel conduit à l'adoption du nom de Nippon Steel Muroran Steel Works.
De 1971 à 1975, l'usine développe et industrialise un procédé de bouletage et réduction directe afin de recycler les poussières ferreuses collectées dans les différentes étapes de fabrication. La méthode mise au point, appelée « procédé Koho », ne connait cependant pas de succès en dehors du site,.
En 1974, le complexe n'exploite plus que 3 hauts fourneaux : le HF1, le plus petit (1 126 m3), n'étant plus exploité (il est condamné en novembre 1982), il reste les HF2 et HF3 (1 249 m3 pour 975 000 t/an chacun) ainsi que le HF4 (1 921 m3 pour 1 767 000 t/an). L’usine d'agglomération consiste en 9 chaînes Dwight-LLoyd (4 chaînes de 118,8 m2 pour un total de 1 314 000 t/an et 5 chaînes 280 m2 pour un total de 3 066 000 t/an). Une nouvelle aciérie composée de 2 convertisseurs LD de 110 t, plus un 3e de 120 t, de capacité 3 370 000 t/an, complète l'aciérie démarrée en 1961. Une partie de l'acier est coulée à la coulée continue : 2 machines à brames et à blooms, d'une capacité de 636 000 t/an, fonctionnent en parallèle des filières à lingots traditionnelles.
En mars 1974, le laminoir à barres est démarré, il est agrandi en juin 1988. La nouvelle aciérie, fondé sur des convertisseurs LD de 270 t, est démarrée en octobre 1977 et, en novembre 1981, la troisième coulée continue est démarrée. En novembre 1985, le HF4 est arrêté : cette année très difficile (les Accords du Plaza, qui entraînent la réévaluation du yen, dont le taux de change passe de 240 à 150 yen/US$, bouleversent l'industrie japonaise) voit l'arrêt temporaire complet de l'usine et la réorganisation autour de la seule nouvelle aciérie. La gestion des produits finis est également modernisée : en août 1987, une baie de chargement indépendante de la météo est inaugurée.

### Spécialisation dans les produits longs (depuis 1990)
Le site abandonne les produits plats, avec l'arrêt du train à bande en septembre 1990. En mars 1993, un stockage automatisé des produits est démarré. Ce glissement vars l'aval de Nippon Steel se traduit en avril 1994 par la vente de l'unique haut fourneau en activité (le HF2, de 2 902 m3 depuis sa rénovation de 2001) à la Hokkai Iron & materials melting Coke Co.,Ltd..
En juillet 2005, un four électrique condamné par Mitsubishi Steel est racheté afin d'être remonté à Muroran.
En 2019, le site de Muroran est un petit complexe intégré produisant 1,433 Mt/an de produits longs. Les principaux outils sont :
- le haut fourneau HF2 de 2 902 m3, exploité par la Hokkai Iron & materials melting Coke Co.,Ltd. ;
- une aciérie disposant de deux convertisseur à l'oxygène de 270 t ;
- un four à arc électrique de 100 t ;
- une coulée continue (CC3);
- un blooming ;
- un laminoir à couronnes et un laminoir à barres.

En 2020, le HF2 devrait être reconstruit, avec un volume interne légèrement augmenté à 3 014 m3.